# 中国人民政治协商会议河北省委员会
中国人民政治协商会议河北省委员会，简称河北省政协或政协河北省委员会，成立于1955年1月，是是中国人民政治协商会议在河北省的地方组织机构。

## 历史沿革
其前身是河北省各界人民代表会议协商委员会。1950年11月8日，河北省各界人民代表会议第一次会议选举出河北省各界人民代表会议协商委员会委员75名。有中共省委、省政府、青年团、解放军、工会、民主青联、民主妇联、学联、文联、自然科学、工程技术、医药卫生、教育、少数民族、宗教、农民、合作社、地区、荣复转退军人、新闻出版、交通、工商共22个界别和特邀人士。
1950年11月9日，在省会保定市举行河北省协商委员会第一次会议。1951年12月12日，河北省各界人民代表会议第二次会议更换委员8名，补选委员1名。1952年12月27日经河北省协商委员会常委会议通过，将因区划变动而划归河北省的原察哈尔省、辽宁省各界人民代表会议协商委员会委员25名，吸收为河北省协商委员会委员，至此河北省协商委员会委员为101名。1955年1月16日至19日在省会保定市举行第一次会议。委员155名。

## 组织结构
组织结构包括有：
- 办公厅	 
  - 秘书处、人事处、行政处、财务处、接待处、联络信访处、宣传处、机关党委、老干部处、信息处
- 研究室
  - 综合处、理论处
- 专门委员会
  - 提案委员会
  - 人口资源环境委员会
  - 财政经济委员会
  - 文史资料委员会
  - 农业委员会
  - 教科文卫体委员会
  - 社会和法制委员会会
  - 民族和宗教委员会
  - 港澳台侨和外事委员会
- 机关纪检组（2013年1月设立，2015年12月撤销后改为省纪委派驻）

## 历任领导

### 前身
- 河北省首届各界人民代表会议协商委员会（1950年11月8日－）[5]
  - 主席：林铁
  - 副主席：马国瑞、王葆真、刘仙洲[5]
  - 秘书长：刘洪涛

### 第一届
- 任期：1955年1月－1960年2月
- 主席：马国瑞
- 副主席：阎达开、王葆真、呂復、刘洪涛、赵辉楼、李兴中、周思诚（1956年4月－）、齐璧亭（1956年4月－）、吴韫山（1956年4月－）、王乃堂（1956年4月－）、杨雨民（1958年12月－）、杨石先（1958年12月－）、王笑一（1958年12月－）、刘锡瑛（1958年12月－）、姜占春（1958年12月－）、何宗谦（1958年12月－）[5]
- 秘书长：周茹

### 第二届
- 任期：1960年2月－1964年10月[1]
- 主席：马国瑞
- 副主席：阎达开、李子光、杨亦周、杨雨民、刘清扬、杨石先、王笑一、郭芳、周思诚（1964年9月逝世）、刘锡瑛、吴韫山、王乃堂、齐璧亭、赵辉楼、李兴中、白志文、姜占春、何宗谦、牛树才（1962年12月－）、徐正（1962年12月－）[5]
- 秘书长：周茹

### 第三届
- 任期：1964年10月－1977年12月[1]
- 主席：阎达开
- 副主席：张承先、杨亦周、杨雨民、刘清扬、王笑一、杜新波、孟庆山、徐正、牛树才、高仰云、刘锡瑛、吴韫山、潘承孝、王乃堂、齐璧亭、白志文、姜占春、何宗谦[5]
- 秘书长：任克非

### 第四届
- 任期：1977年12月－1983年4月[1]
- 主席：刘子厚（－1980年2月） → 尹哲（1980年2月－）[5]
- 副主席：张承先、潘承孝、耿长锁、姜占春、白志文、俞大绂、邹国厚、孙越琦、陆治国、马卓洲、甘春雷、李华生、胡毅、罗成德、申希礼、俞履圻、牛树才（1979年1月－1980年）、李德（1980年2月－）、庞均（1980年2月－）、阴一刚（1980年2月－）、白芸（1980年2月－）、林润田（1980年2月－）、段慧轩（1980年2月－）、梁斌（1980年2月－）、宋志毅（1980年2月－）、张若麟（1980年2月－）、戴冀农（1981年10－）、张晓东
- 秘书长：张树明（－1980年） → 李子寿（1980年－）[5]

### 第五届
- 任期：1983年4月－1988年4月[1]
- 主席：尹哲
- 副主席：李芳林、陆治国（－1985年6月）、申希礼、张若麟、贾启允（－1985年6月）、白铁石、徐瑞林（－1985年6月）、陈林堂、马卓洲、李赣骝、王恩多、严镜波（－1987年4月）、马新云、刘宗耀、徐纯性（1985年6月－）、杜竟一（1985年6－）
- 秘书长：时习之（－1986年4月） → 王树森（1986年4月－）[5]

### 第六届
- 任期：1988年4月－1993年5月[1]
- 主席：李文珊[5]
- 副主席：徐纯性、杜竟一、王恩多、马新云、张若麟、陈林堂、刘宗耀、王树森、黄岚、余振中、王祖武（1990年4月－）、赵惠臣（1992年1月－）[5]
- 秘书长：汪钦（－1992年1月） → 李文藻（1992年1月－）

### 第七届
- 任期：1993年5月－1998年1月[5]
- 主席：李文珊
- 副主席：张润身、王树森、黄岚、都本洁、赵惠臣、马新云、余振中、王满秋、陈慧、赵燕、王幼辉（1995年2月－）、李月辉（1995年2月－）、
- 秘书长：李文藻（1993年5月－1997年1月） → 孙建群（1997年1月－）

### 第八届
- 任期：1998年1月－2003年1月[6]
- 主席：吕传赞
- 副主席：刘荣惠、韩立成、都本洁、王幼辉、郭洪岐（－2002年）、陈慧、赵燕、李月辉（－2002年1月）、吴振华（－2002年1月）、杨国春、齐续春、王士昌、赵金铎（2001年1月－）[6]
- 秘书长：孙建群（－2000年1月） → 张玉书（2000年1月－）[6]

### 第九届
- 任期：2003年1月－2008年1月[7]
- 主席：赵金铎
- 副主席：赵燕（－2006年2月）、杨迁、刘健生、秦朝镇、王建忠、赵铁练、刘德忠、李有成、段惠军、丛斌、冯文海（2005年3月－）、陈秀芳（2006年2月－）、孔小均（2006年2月－）、武四海（2006年2月－）、刘德旺（2007年1月－）
- 秘书长：解玉琦

### 第十届
- 任期：2008年1月－2013年1月[2][6]
- 主席：刘德旺（－2012年1月9日） → 付志方（2012年1月9日－）[6]
- 副主席：高喜同（－2011年1月15日）、赵文鹤、王玉梅、田向利（－2012年1月9日）、段惠军、丛斌、孔小均、武四海、王刚、崔江水（2011年1月15日－）、刘永瑞（2012年1月9日－）
- 秘书长：安云昉

### 第十一届
- 任期：2013年1月－2018年1月[8]
- 主席：付志方
- 副主席：刘永瑞（－2017年1月）、艾文礼（2015年1月11日－）、孙瑞彬（2017年1月11日－）、段惠军、崔江水（－2017年1月）、许宁（2017年1月11日－）、姜德果（2017年1月11日－）、郭华、曹素华、葛会波、卢晓光、边发吉（2015年1月11日－）
- 秘书长：郭大建

### 第十二届
- 任期：2018年1月－2023年1月
- 主席：叶冬松
- 副主席：沈小平（－2021年2月21日）、孙瑞彬、曹素华（－2021年2月21日）、葛会波、卢晓光、边发吉、苏银增、王宝山、梁田庚（2020年1月10日－）、徐建培（2021年2月21日－）、常丽虹（2021年2月21日－）、冉万祥（2022年1月19日－）、高志立（2022年1月19日－）、张古江（2022年1月19日－）
- 秘书长：陈书增

### 第十三届
- 任期：2023年1月－
- 主席：廉毅敏（-2024年1月20日）→ 张国华（2024年1月23日－）
- 副主席：冉万祥、葛会波、高志立、张古江、王宝山、常丽虹、康彦民、张福成、何秉群
- 秘书长：陈书增